# اوریون (فضاپیما)

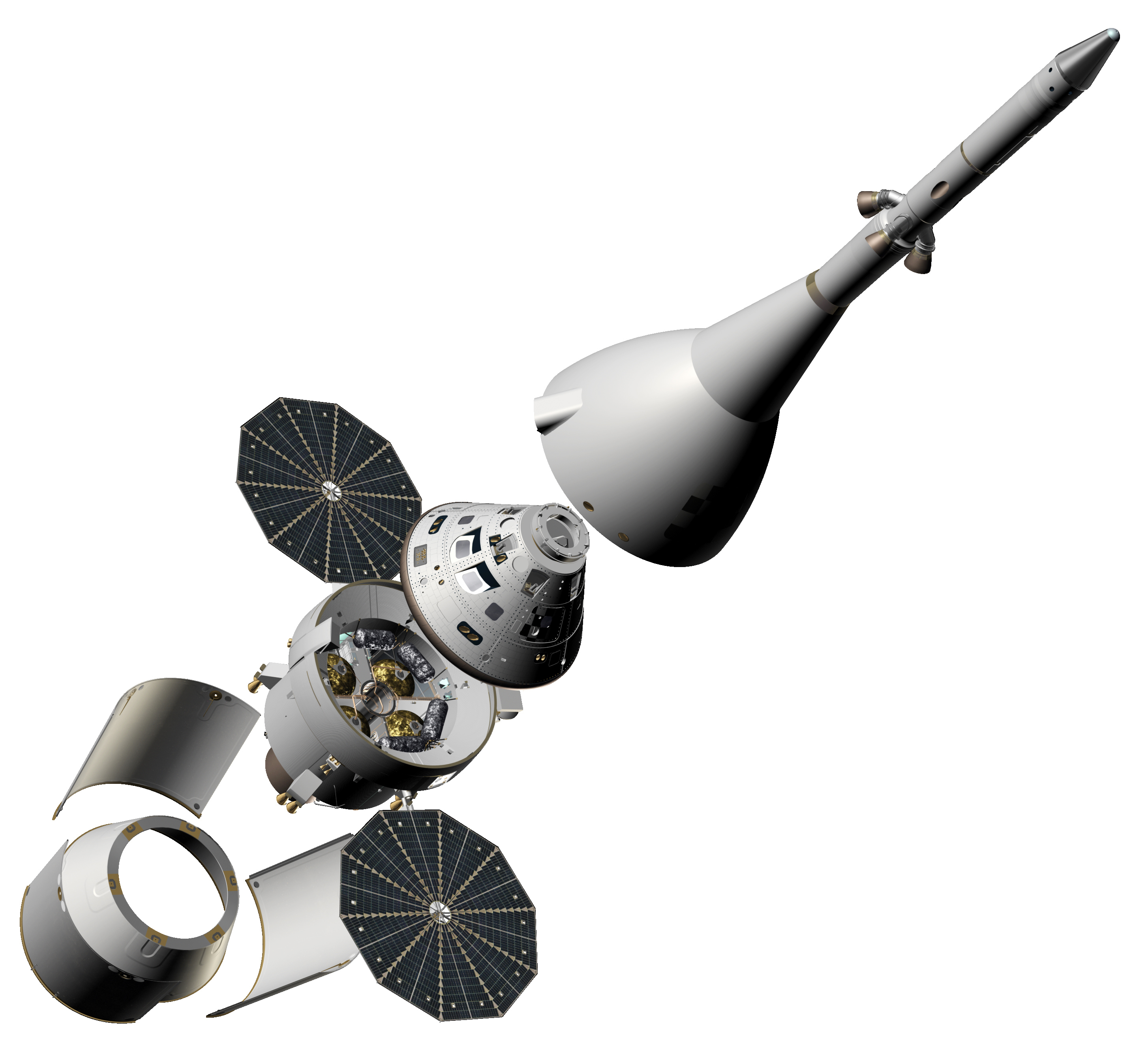
تصویر طراحی شده رایانه‌ای از فضاپیمای اوریون و اجزا جانبی آن.

اوریون (انگلیسی: Orion) جدیدترین کپسول فضاپیمای سازمان فضایی ناسا برای حمل انسان به فضا و اکتشافات دوردست از جمله سیارهٔ مریخ است. مراحل اجرایی این فضاپیما پس از اتمام برنامهٔ شاتل و ناوگان شاتل کلید خورد و نخستین پرواز آزمایشی بدون سرنشین خود را در ۵ دسامبر ۲۰۱۴ با موفقیت انجام داد. این فضاپیما مانند فضاپیمای آپولو از یک کپسول حامل فضانوردان تشکیل شده‌است که می‌تواند به فضای ماورای زمین به اکتشاف در سیارات دیگر و همچنین سیارک‌ها بپردازد و پس از آن با فرود به زمین به وسیلهٔ چتر نجات در اقیانوس سقوط کند.

## نگارخانه

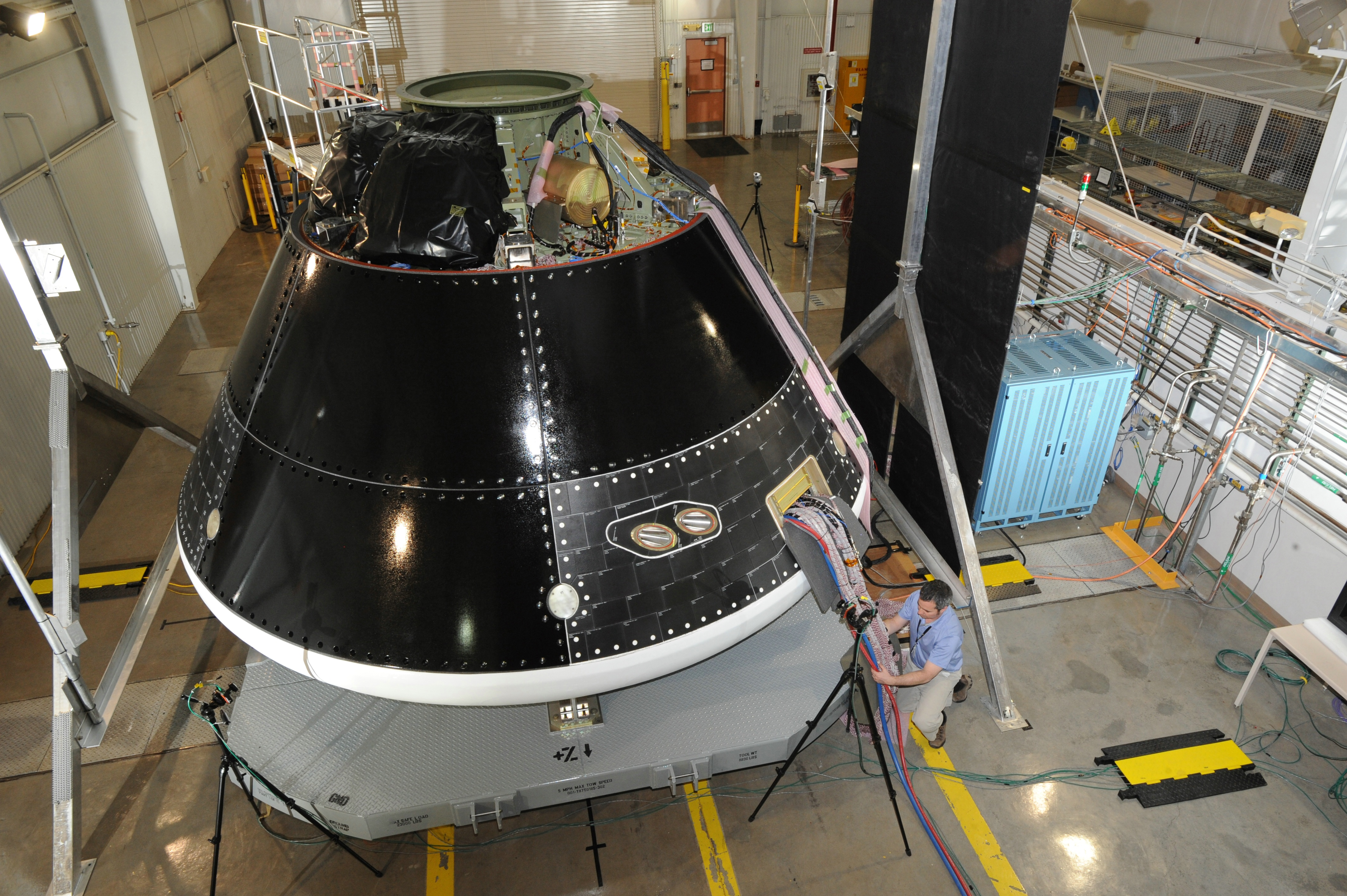
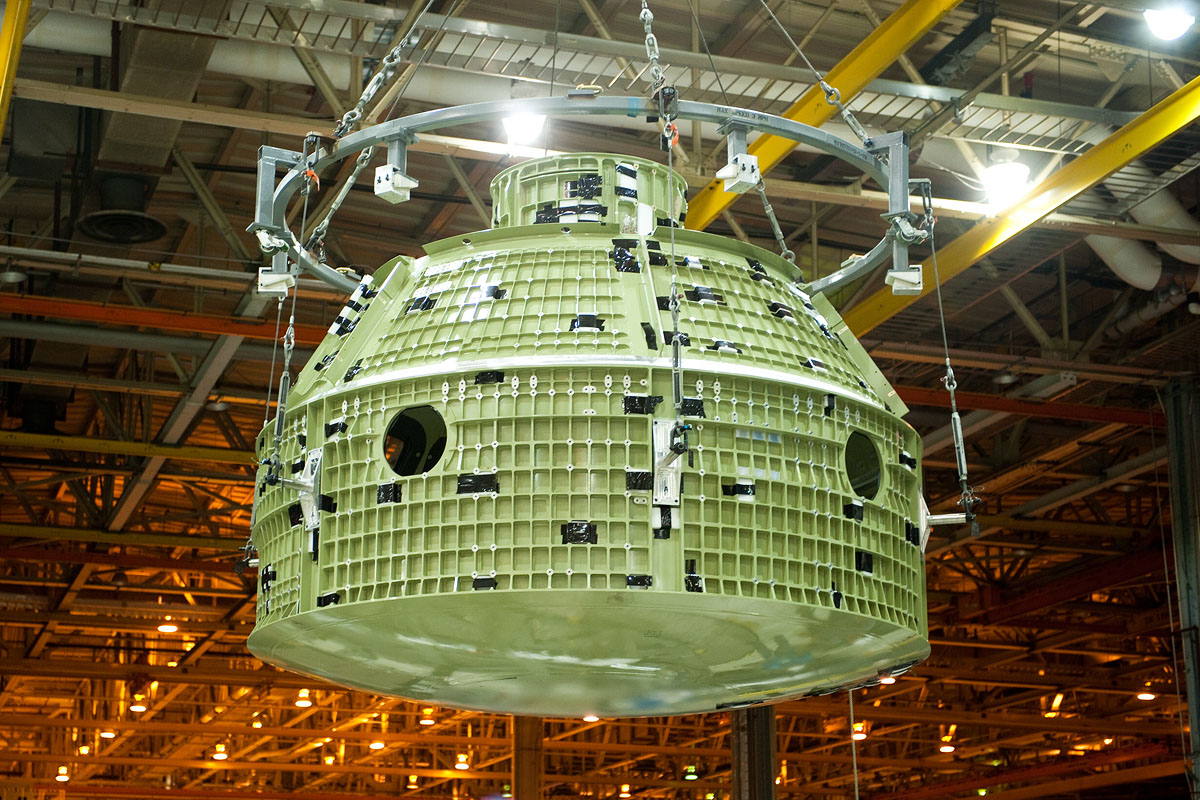
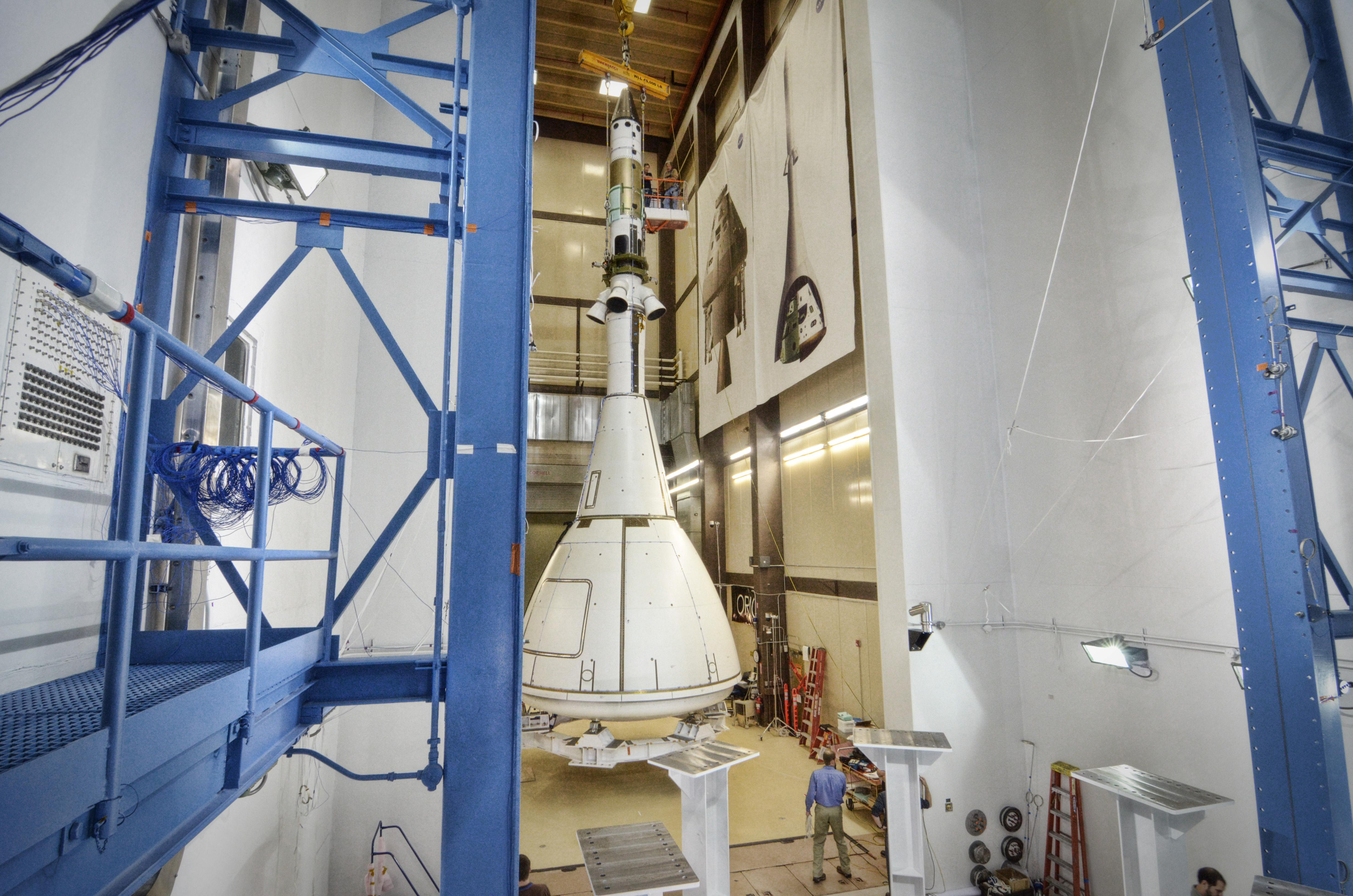
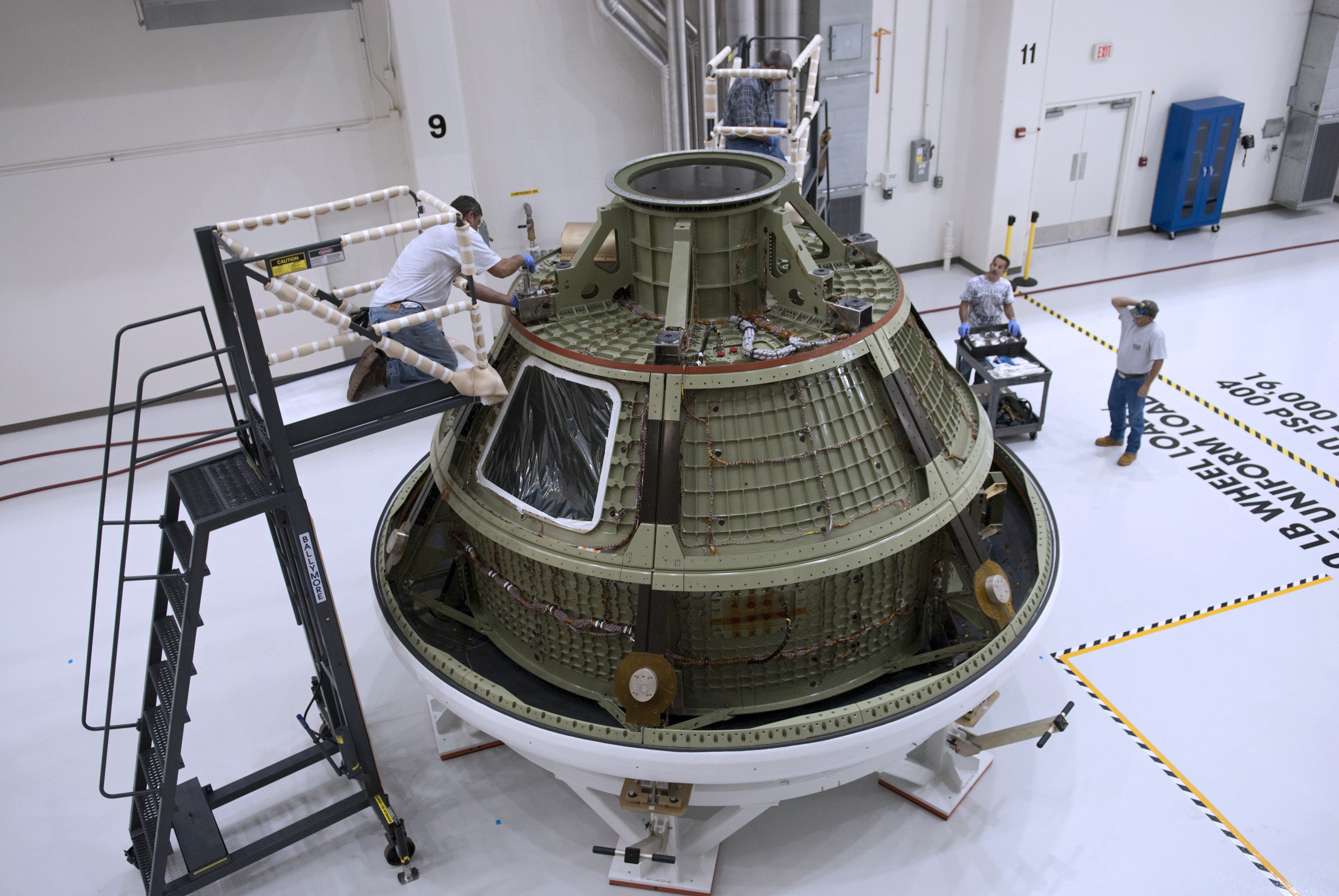
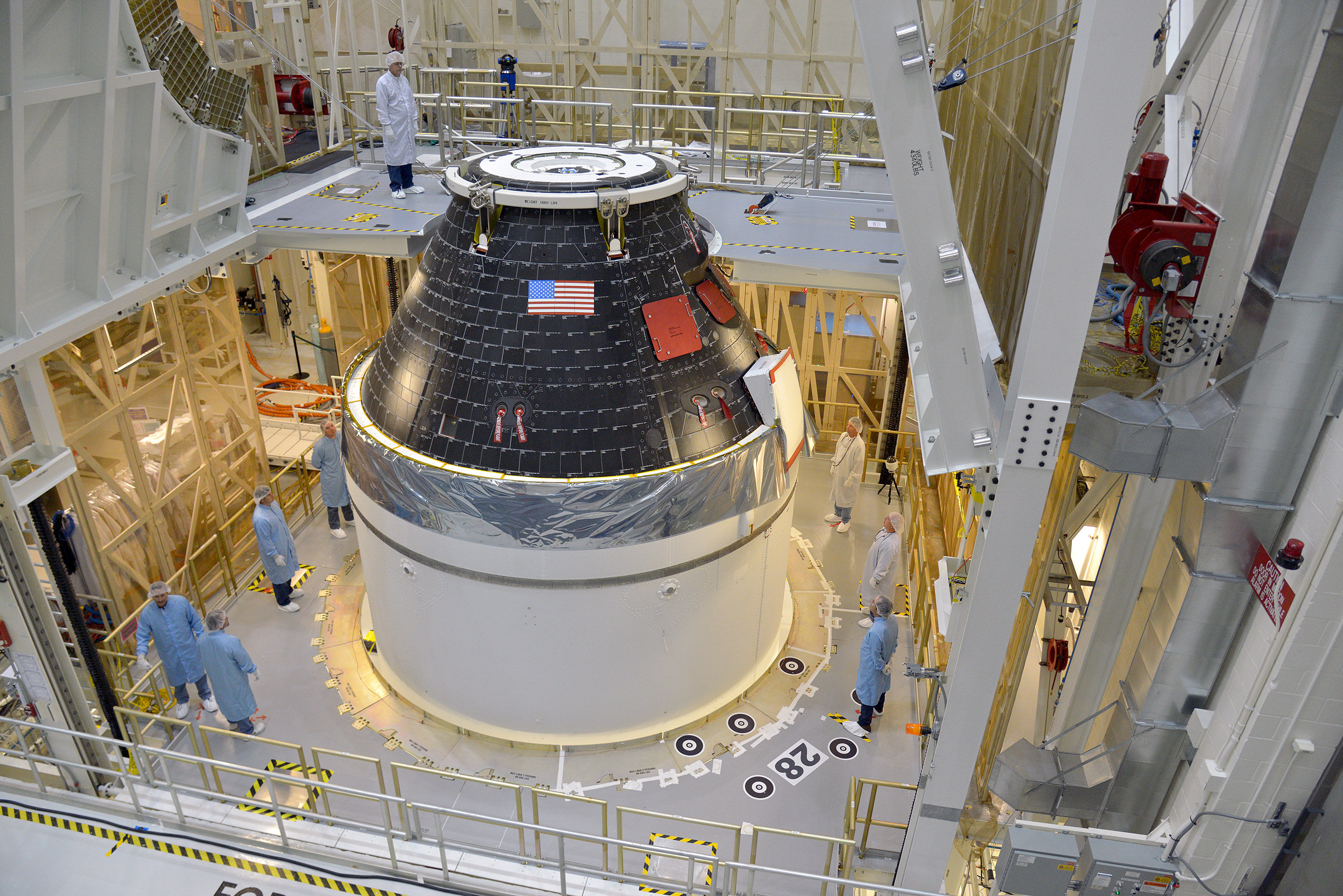